# النشالات الفاتنات (فلم)
النشالات الفاتنات هو فيلم مصري من إخراج محمود فريد وبطولة بوسي، فاروق الفيشاوي، رغدة، نبيلة السيد، حاتم ذو الفقار، زيزي مصطفى، أحمد دياب وسيف الله مختار، صدر الفيلم في 17 يونيو 1985.

## نبذه
تحرض فايزة ابنتى أخيها وفاء وهناء على النشل في المواصلات العامة، تصل البلاغات إلى قسمى الشرطة الذين يعمل بهما الضابطان الصديقان مدحت ومسعد ضد الفتاتين، تهرب الأختان ومعهما العمة إلى الإسكندرية، تقيمان في نفس الفندق الذي يقضى فيه الضابطان إجازتهما، يتولد حب بين وفاء ومدحت وبين هناء ومسعد. تنشل وفاء حافظة أحد المترددين على الفندق، ثم تشعر بتأنيب الضمير فتذهب مع أختها إلى فيلا حميدو لتعيد له الحافظة، تكتشفان أن حميدو يتاجر في المخدرات، ينقلهما حميدو وأعوانه في مركب إلى عرض البحر للتخلص منهما، تظهر الراقصة حرنكش وتبلغ الضابطين بالأمر، يتم القبض على العصابة.

## طاقم العمل
- بوسي بدور وفاء
- فاروق الفيشاوي بدور الرائد مدحت أبو حشيش
- رغدة بدور هناء
- نبيلة السيد بدور العمة فايزة
- حاتم ذو الفقار بدور مسعد
- زيزي مصطفى بدور الراقصة صابحة/حرنكش
- أحمد دياب بدور رجائي
- سيف الله المختار بدور العمدة

## وصلات خارجية
- مقالات تستعمل روابط فنية بلا صلة مع ويكي بيانات